# Clas Wallman

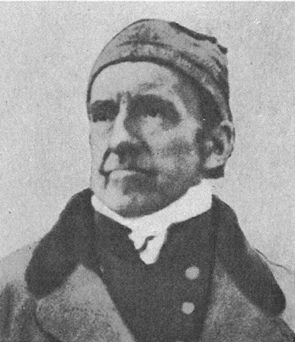
Clas Wallman

Clas Anders Wallman, född 27 december 1774 i Karlskrona, död 1851, var en svensk bergmästare, arkitekt, målare och tecknare.

## Biografi
Det råder en viss osäkerhet i Wallmans biografi, man antar att han var son till amiralitetskirurgen Anders Wallman och Dorothea Christina Loffman. Efter att han blev student vid Lunds universitet 1788 samt avlagt en juridisk examen och bergsexamen 1790 blev han auskultant vid Stora Kopparberget 1791. Wallman var under sex år stipendiat vid mekaniken och senare markscheider, konstmästare och slutligen 1810 bergmästare med avsked 1835. I 20-årsåldern reste han i Västerbotten och Lappland för att på Samuel Gustaf Hermelins uppdrag medverka i framställandet av Charta öfver Wästerbotten och Svenske Lappmarcken, och visade sig där som en skicklig tecknare. Flera av hans teckningar kom att göra underlag för gravyrer av Fredrik Akrel och Johan Fredrik Martin, utgivna 1796–1797. Från 25-årsåldern verkade han även som självlärd arkitekt. Han lät bland annat på 1810-talet uppföra en egen gård vid Lallarvet i Falun. Han ritade även vid samma tid Furudals bruks herrgård och 1813 Avesta bruks herrgård, 1819 berghauptmansbostaden i Bergslagssalongen vid Bergslagets huvudkontor i Falun, 1821 högre lärdomsskolan i Falun, samt 1827 kyrktornet i Mockfjärds kyrka. Wallman var även botaniskt intresserad, lät anlägga parker och trädgårdar. Intresset för botanik präglar den närmare 30-åriga korrespondensen med vännen Jakob Henrik af Forselles. Wallman är representerad vid Jernkontorets samlingar med en akvarell av Gällivare malmberg och Linköpings stadsbibliotek.